# Kotodama
Kotodama (jap. 言霊, hiragana: ことだま) eller kototama (hiragana: ことたま) er "ordets ånd" i det japanske sprog, som tilskrives en magisk indflydelse på verden.
Disse indflydelser strækker sig fra at kurere sygdomme til at standse jordskælv. 
Kotodama betragtes ofte som “kraft-ord”, og tilskrives stor indflydelse på omgivelserne, sind, krop og sjæl. 
Disse ord formodes at kunne opnås gennem oplysning eller når en kami eller højere bevidsthed tildeler en person brugen af Kotodama.
Kotodama an findes i kampkunst, i form af kiai. Desforuden findes kotodama sommetider i form af magiske eder, så som ukei (arhaic ukehi) som findes i Kojiki.